# Ponto de equilíbrio contábil
Ponto de equilíbrio contábil são levados em conta os custos fixos contábeis relacionados com o funcionamento da empresa. Ponto de equilíbrio é o valor ou a quantidade que a empresa precisa vender para cobrir o custo das mercadorias vendidas, as despesas variáveis e as despesas fixas. No ponto de equilíbrio, a empresa não terá lucro nem prejuízo.
O ponto de equilíbrio é calculado das seguintes formas:

###### 1. Ponto de Equilíbrio em Valores
Valor total dos custos fixos, dividido pela % da margem de contribuição.
Exemplo:
- Valor total dos custos fixos = R$ 5.000,00;
- % margem de contribuição = 30%;
- Ponto de Equilíbrio: R$ 5.000,00 / 30% = R$ 16.666,667

###### 2. Ponto de Equilíbrio em Quantidades
Valor total dos custos fixos, dividido pelo valor da margem de contribuição.
Exemplo:
- Valor dos custos fixos = R$ 5.000,00;
- Valor da margem de contribuição = R$ 6,00;
- Ponto de Equilíbrio em Qtde: R$ 5.000,00 / R$ 6,00 = 833 unidades.

Observação: A margem de contribuição unitária é o preço de venda do produto menos seus custos variáveis unitário 
Ou seja, quando forem produzidas e vendidas 833 unidades de produção a empresa estará em equilíbrio financeiro. Este equilíbrio também pode ser calculado em dias. Nesse caso, quantos dias de produção são necessários para que os gastos se igualem as receitas.